# フィーバーセイント
「フィーバーセイント」は、2002年7月にSANKYOが発売した、星占いをモチーフにしたメルヘンチックなパチンコ機のシリーズ名。
『CRフィーバーセイントSP』と『CRフィーバーセイントGP』と『フィーバーセイントDX』の3機種がある。

## 概要
液晶型のデジパチ。12種類の星座が大当たり図柄となっていて、演出で使用するタッチセンサーを採用しているのが特徴である。液晶の画面が切り替わり、これから起きることを予言してくれる「占いの部屋」や、リーチ時に大当たりを狙ってくれる「サポートキャラシステム」などの演出がある。
図柄の代わりにドラムくんが登場することがあり、この場合は「ルーレットリーチ」に発展する。

## スペック
- CRフィーバーセイントSP
  - 賞球数 5&15
  - 大当たり最高継続 15R（10カウント）
  - 大当たり確率 1/315.5
  - 確変中大当たり確率 1/63.1
  - 確変突入率 1/2
- CRフィーバーセイントGP
  - 賞球数 5&15
  - 大当たり最高継続 15R（9カウント）
  - 大当たり確率 1/315.5
  - 確変中大当たり確率 1/63.1
  - 確変突入率 1/2
- フィーバーセイントDX
  - 賞球数 5&13
  - 大当たり最高継続 16R（10カウント）
  - 大当たり確率 1/215.5
  - 時短回数
    - 3・7図柄 150回
    - 1・5・9・11図柄 100回
    - 2・4・6・8・10・12図柄 50回

## 図柄
- 1（山羊座）
- 2（水瓶座）
- 3（魚座）
- 4（牡羊座）
- 5（牡牛座）
- 6（双子座）
- 7（蟹座）
- 8（獅子座）
- 9（乙女座）
- 10（天秤座）
- 11（蠍座）
- 12（射手座）

## 演出
リーチアクションは、盤面右側に配置されているルーレットの「FEVER」を狙う「ルーレットリーチ」や、ペガサスがハズレ図柄を次々とジャンプしていく「ペガサスリーチ」、望遠鏡で星座を観察していき、狙いの星座にピントが合わせられたら大当たりとなる「望遠鏡リーチ」、サポートキャラが登場して、それぞれの必殺技でハズレ図柄を破壊していく「ビッグバンリーチ」、占いの部屋から発展するトリプルラインでリーチとなる「神殿リーチ」、デジタル回転中に突然図柄が消えて、その後に「FEVER」の文字が現れる「いきなりFEVERリーチ」がある。これらのアクション以外にもノーマルリーチとロングリーチがあり、リーチアクションは全部で8種類ある。